# Св. св. Петър и Павел (Тресонче)
Вижте пояснителната страница за други значения на Свети апостоли Петър и Павел.
„Св. св. апостоли Петър и Павел“ (на македонска литературна норма: „Св. св. апостоли Петар и Павле“) е възрожденска църква в дебърското мияшко село Тресонче, Северна Македония. Църквата е част от Дебърско-Реканското архиерейско наместничество на Дебърско-Кичевската епархия на Македонската православна църква – Охридска архиепископия.
Църквата е завършена в 1844 година, след около десетина година пауза в строителството, породена от това, че главният ктитор Сарджо Брадина е на заточение в Призрен. Представлява трикорабна, безкуполна базилика.
Фреските в църквата са дело на големия възрожденски майстов Дичо Зограф и сина му Аврам Дичов, Заедно с тях в църквата работи и Петър Новев.
Изписването на престолните икони започва в 1845 година, когато Дичо Зограф датира и подписва иконите „Света Богородица Одигитрия“, „Исус Христос Вседържител“, „Свети Йоан Предтеча“ и „Събор на Светите Апостоли“. На следната 1846 година изработва иконите „Свети Никола Чудотворец“, „Свети Трима Йерарси“ и „Свети Атанасий“. Престолните икони за този храм са едни от най-впечатляващите му дела.
След работа на други места Дичо Зограф се връща в „Свети апостоли Петър и Павел“ и изписва светците покровители в цял ръст и с модел на църква в ръцете в нишата над входната врата. Според надписа композицията е завършена на 27 май 1849 година. Празничните икони от иконостаса ги работи в периода от 1847 до 1849 година. В 1851 година прави царските двери с Благовещение и пророците Давид и Соломон, а в 1853 година на южната врата на иконостаса изписва свети Харалампий и вързаната чума. Художествената декорация на иконоската е монохромна – от сивосини до интензивно сини тонове. В същия стил и тоналност Дичо Зограф декорира цялата вътрешност на храма. Иконостасът и декорацията са завършени окончателно в 1854 година.
„Свети Петър и Павел“ е църквата на българите екзархисти в Тресонче, докато другата църква „Свети Никола“ е на патриаршистите сърбомани.
В 2012 година църквата е ограбена като са откраднати два ценни сребърни кръста, позлатено евангелие и седем хиляди македонски динара.
- Икона на Свети Николай, Дичо Зограф, 1846 г.
- Стенопис на светите апостоли Петър и Павел над вратата, подписан от Дичо Зограф
- Чумата, вързана от Свети Харалампий
- Ктиторският надпис с името на Дичо Зограф
- Кръщелно свидетелство на Стефан Димков, издадено от свещеник Георги Щерев от църквата „Св. св. Петър и Павел“ в Тресанче, Дебърска епархия, 17 юни 1918 г.